# Aleksander I Battenberg
Aleksander I Battenberg, właśc. Aleksander Józef von Battenberg z dynastii Hessen-Darmstadt (ur. 5 kwietnia 1857 w Weronie, zm. 17 listopada 1893 w Grazu) – syn księcia Aleksandra Heskiego z morganatycznego małżeństwa z Julią Hauke (córką polskiego generała Maurycego Haukego-Bosaka). Jego młodszym bratem był Henryk Battenberg.

## Życiorys
Pierwszy władca (posługujący się tytułem księcia) niepodległej Bułgarii od 29 kwietnia 1879 roku, panujący do 6 września 1886, wybrany przez pierwsze wielkie Zgromadzenie Narodowe w Wielkim Tyrnowie. Niedoświadczony jeszcze wówczas młodzieniec przyjął imię Aleksandra I.
18 września 1885 dokonano zamachu stanu w sąsiedniej Rumelii Wschodniej i proklamowano zjednoczenie z Bułgarią. Ostrożny Battenberg obawiając się reakcji mocarstw, nie przyjął tytułu księcia Rumelii, tylko został jej generałem-gubernatorem. Niespełna rok później 21 (9) sierpnia 1886 grupa liberalnych oficerów prorosyjskiej orientacji przejęła władzę w Sofii, wymuszając na nim abdykację, ten chociaż namaszczony przez Rosję księciem Bułgarii, został przez nią zmuszony do wyjazdu do Lwowa. Pucz zorganizowany przez stronnictwo rusofilów, pozostających w opozycji do dominującej partii liberalnej. Przywódca kontrreformistów – Stefan Stambołow, uzyskawszy poparcie wojska oraz narodu, odmówił legalności puczystom. Bezradny ówczesny rząd składając dymisję, stworzył możliwości do działania Petko Karawełowa – lidera liberałów. Opanowali oni ponownie Sofię, w tym samym czasie skazując puczystów na więzienie. Z opanowanej stolicy Aleksander został wezwany ponownie, z prośbą o objęcie władzy.
Pomimo akceptacji Battenberga przez państwa zachodnie, Rosja nie wyrażając zgody na jego powrót – zmusiła młodego księcia do abdykacji 6 września 1886 roku.
W późniejszym okresie podczas obrad Wielkiego Zgromadzenia 25 lipca 1887 roku, nowym księciem wybrany został Ferdynand I Koburg, któremu stanowczo sprzeciwiała się Rosja. Wybór ten spowodował znaczne ochłodzenie na linii Sofia–St. Petersburg.

## Odznaczenia
- Wielki Mistrz Orderu św. Aleksandra (fundator w 1881)
- Wielki Mistrz Orderu Waleczności (fundator w 1879)
- Krzyż Wielki Orderu Ludwika (Hesja)[2]
- Krzyż Wielki Orderu  Filipa z Mieczami (Hesja)[2]
- Krzyż Zasługi Wojskowej (Hesja)[2]
- Order Łaźni I kl. z łańcuchem (Wielka Brytania)[2]
- Order Orła Czerwonego I kl. z mieczami (Prusy)[2]
- Order Orła Czerwonego III kl. z mieczami (Prusy)[2]
- Order Leopolda I kl. (Austria)[2]
- Order Leopolda I kl. (Belgia)[2]
- Order Świętych Maurycego i Łazarza I kl. (Włochy)[2]
- Order Korony I kl. (Wirtembergia)[2]
- Order Słonia (1883, Dania)[3]
- Order Gwiazdy I kl. (Rumunia)[2]
- Medal „Cnoty Wojskowej” (Rumunia)[2]
- Krzyż Przejścia Dunaju (Plewnakreuz – Rumunia)[2]
- Order Orła Białego (Rosja)[2]
- Order Świętej Anny I kl. (Rosja)[2]
- Order Świętego Jerzego IV kl. (Rosja)[2]
- Order Świętego Włodzimierza IV kl. z mieczami (Rosja)[2]
- Medal Pamiątkowy Wojny w Latach 1877–78 (Rosja)[2]
- Order Sokoła Białego I kl. (Saksonia)[2]
- Krzyż Zasługi Wojskowej II kl. (Meklemburgia)[2]